# Ceromya silacea
Ceromya silacea är en tvåvingeart som först beskrevs av Johann Wilhelm Meigen 1824.  Ceromya silacea ingår i släktet Ceromya och familjen parasitflugor. Arten är reproducerande i Sverige. Inga underarter finns listade i Catalogue of Life.